# Калінін Ігор Олександрович
Ігор Олександрович Калінін (нар. 28 грудня 1959) — голова Служби безпеки України у 2012–2013 роках, колишній працівник КДБ СРСР.

## Біографія
Народився 28 грудня 1959 у селі Райово (нині частина міста Москви, РФ).
Закінчив Московське вище командне училище дорожніх та інженерних військ.
З 1977 року служив у Збройних Силах СРСР, учасник бойових дій у Демократичній Республіці Афганістан у 1986—1988.
Із 1984 року служив у КДБ СРСР.
1992—2002 — займався викладацькою та науковою діяльністю у Національній академії Служби безпеки України.
2002—2005 — начальник Центру спеціальної підготовки Головного управління «А» СБУ.
З квітня 2010 до лютого 2012 — начальник Управління державної охорони України.
Кандидат військових наук зі спеціальності «Розвідка та іноземні армії».
З 3 лютого 2012 до 9 січня 2013 року — голова Служби безпеки України
3 9 січня 2013 року до 24 лютого 2014 — радник Президента України.

## Блокування рахунків в ЄС

Країни, в яких Ігор Калінін потрапив під санкції

5 березня Рада Європейського Союзу ухвалила блокування коштів відстороненого Верховною Радою з посади Президента України Віктора Януковича, його синів Олександра і Віктора, експрем'єра Миколи Азарова і його сина Олексія, братів Андрія і Сергія Клюєвих, ексгенпрокурора Віктора Пшонки та його сина Артема, бізнесмена Сергія Курченка — загалом 17 осіб з числа колишніх урядовців та наближених до експрезидента Януковича, які підозрюються в незаконному використанні бюджетних коштів. Ексрадник Януковича Ігор Калінін також увійшов до цього списку.

## Військові звання
І. Калінін входить до списку осіб, що напряму завдячують своїм надшвидким зростанням у військовій службі президенту-втікачу Віктору Януковичу. Зокрема завдяки указам останнього отримав генеральські звання:
- генерал-майор (20 серпня 2010)[8]
- генерал-лейтенант (23 серпня 2011)[9]
- генерал-полковник (24 серпня 2012)[10]